# Julio Amaya
Julio César Amaya Sibrian (Nejapa, San Salvador, 29 de marzo de 1995) es un futbolista salvadoreño. Es centrocampista y juega en el A.D . Isidro Metapán de la Liga Pepsi.

## Clubes
Actualizado al último partido jugado el 8 de mayo de 2025.
| Club Deportivo FAS · El Salvador                  | 1.ª                 | 2016                | 17  | 0  | - | - | - | - | 17  | 0  |
| Club Deportivo FAS · El Salvador                  | 1.ª                 | 2016-17             | 44  | 4  | - | - | - | - | 44  | 4  |
| Club Deportivo FAS · El Salvador                  | 1.ª                 | 2017-18             | 46  | 3  | - | - | - | - | 46  | 3  |
| Club Deportivo FAS · El Salvador                  | 1.ª                 | 2018-19             | 47  | 0  | - | - | 4 | 0 | 51  | 0  |
| Club Deportivo FAS · El Salvador                  | 1.ª                 | 2019-20             | 28  | 3  | - | - | - | - | 28  | 3  |
| Club Deportivo FAS · El Salvador                  | 1.ª                 | 2020-21             | 36  | 0  | - | - | 1 | 0 | 37  | 0  |
| Club Deportivo FAS · El Salvador                  | Total               | Total               | 218 | 10 | 0 | 0 | 5 | 0 | 223 | 10 |
| Asociación Deportiva Isidro Metapán · El Salvador | 1.ª                 | 2021-22             | 35  | 0  | - | - | - | - | 35  | 0  |
| Asociación Deportiva Isidro Metapán · El Salvador | 1.ª                 | 2022-23             | 34  | 1  | - | - | - | - | 34  | 1  |
| Asociación Deportiva Isidro Metapán · El Salvador | Total               | Total               | 69  | 1  | 0 | 0 | 0 | 0 | 69  | 1  |
| Once Deportivo Fútbol Club · El Salvador          | 1.ª                 | 2023-24             | 43  | 0  | - | - | - | - | 43  | 0  |
| Once Deportivo Fútbol Club · El Salvador          | Total               | Total               | 43  | 0  | 0 | 0 | 0 | 0 | 43  | 0  |
| Asociación Deportiva Isidro Metapán · El Salvador | 1.ª                 | 2024-25             | 40  | 5  | - | - | - | - | 40  | 5  |
| Asociación Deportiva Isidro Metapán · El Salvador | 1.ª                 | 2025-26             |     |    |   |   |   |   |     |    |
| Asociación Deportiva Isidro Metapán · El Salvador | Total               | Total               | 40  | 5  | 0 | 0 | 0 | 0 | 40  | 5  |
| Total en su carrera                               | Total en su carrera | Total en su carrera | 370 | 16 | 0 | 0 | 5 | 0 | 375 | 16 |
| (2) No incluye goles en partidos amistosos.       |                     |                     |     |    |   |   |   |   |     |    |

Segunda División de El Salvador
| Club                           | País        | Año         | Partidos | Goles |
| ------------------------------ | ----------- | ----------- | -------- | ----- |
| Turín FESA Fútbol Club         | El Salvador | 2012 - 2014 | 22       | 0     |
| Club Deportivo Marte Soyapango | El Salvador | 2014 - 2015 | 18       | 1     |
| Total:                         | Total:      | Total:      | 40       | 1     |

### Selección nacional
| Selección           | Año                 | Partidos | Goles |
| ------------------- | ------------------- | -------- | ----- |
| El Salvador Sub-17  |                     |          |       |
| 2012                | 4                   | 2        |       |
| El Salvador Sub-20  |                     |          |       |
| 2015                | 2                   | 0        |       |
| Total en su carrera | Total en su carrera | 6        | 2     |